# Xavier Abreu Sierra
Xavier Antonio Abreu Sierra (Mérida, 11 februari 1950) is een Mexicaans politicus van de Nationale Actiepartij (PAN).
Abreu studeerde bedrijfsadministratie aan de Ibero-Amerikaanse Universiteit en sloot zich in 1981 bij de PAN om de campagne van Carlos Castillo Peraza voor het gouverneurschap van Yucatán te steunen. Van 1985 tot 1988 zat hij in de Kamer van Afgevaardigden en in 1998 werd hij voor drie jaar tot burgemeester van Mérida gekozen. Van 2001 tot 2007 was hij Yucateeks minister van sociale ontwikkeling.
In december 2006 versloeg hij Ana Rosa Payán in de voorverkiezing binnen de PAN voor de gouverneursverkiezingen in Yucatán van 2007, die hij echter verloor aan Ivonne Ortega van de Institutioneel Revolutionaire Partij.